# Chutag-Öndör
Chutag-Öndör (mongoliska: Хутаг-Өндөр Сум, Hutag-Öndör, Хутаг-Өндөр, Hutag-Öndör Sum) är ett distrikt i Mongoliet.   Det ligger i provinsen Bulgan, i den centrala delen av landet, 300 km nordväst om huvudstaden Ulaanbaatar.